# Xi'an (Liaoyuan)
Xi’an (en chino, 西安; pinyin, Xī'ān) es un distrito urbano bajo la administración directa de la Prefectura Liaoyuan  en la Provincia de Jilin, República Popular China.  Su área es de 178 km² y su población total para 2010 superó los 180 mil habitantes. 

## Administración
Desde julio de 2023, el  Distrito Xi’an  se divide en 7 pueblos que se administran en 6 subdistritos y 1   poblado.